# Pilmaiquén
Pilmaiquén är en flygplats i Chile.   Den ligger i regionen Región de Los Lagos, i den södra delen av landet, 800 km söder om huvudstaden Santiago de Chile. Pilmaiquén ligger 207 meter över havet. Den ligger vid sjön Lago Puyehue.
Terrängen runt Pilmaiquén är platt, och sluttar västerut. Runt Pilmaiquén är det glesbefolkat, med 20 invånare per kvadratkilometer.. Närmaste större samhälle är Puyehue, 1,6 km sydost om Pilmaiquén.
Trakten runt Pilmaiquén består i huvudsak av gräsmarker.